# Нактоуз

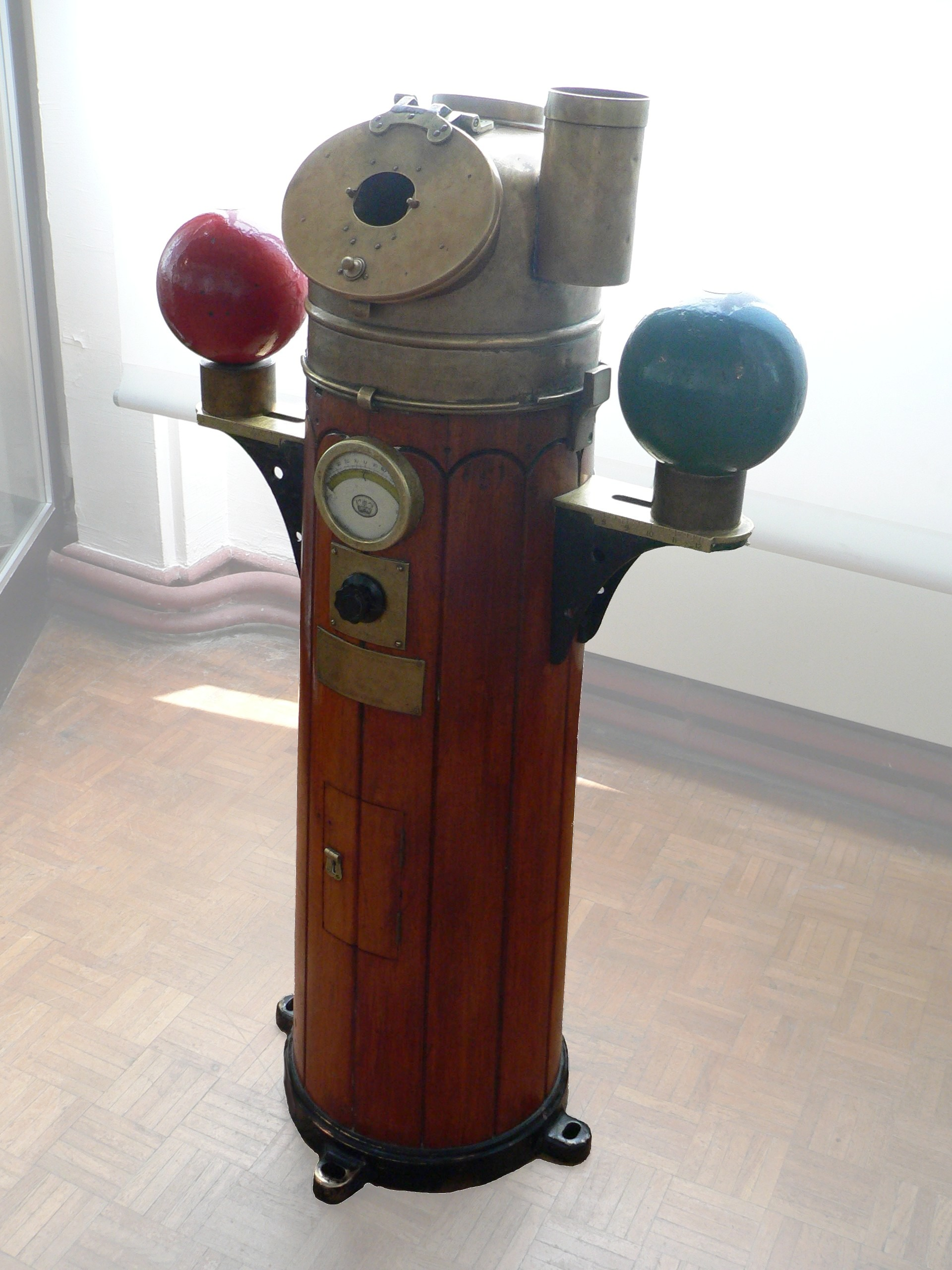
Нактоуз з магнітами для знищення чвертної девіації та кренометром

Схема нактоуза: 1 — дерев'яні прокладки для регулювання висоти фліндерсбара, 2 — сфери м'якого заліза для компенсації чвертної девіації, 3 — поздовжні магніти, 4 — поперечні магніти, 5 — фліндерсбар

Накто́уз (від нід. nachthuis — «нічний будинок») — підставка у вигляді циліндричної, чотирьох- або шестигранної шафки, на якій встановлюється котелок суднового компаса і розташовані магніти, призначені для компенсації магнітної девіації. Нактоуз шляхового компаса розміщується перед штурвалом і ним користується стерновий при навігації.

## Опис
Нактоуз складається з власно нактоуза, тобто корпусу з девіаційним приладом і захисного ковпака з освітлювальним пристроєм. Форма нактоуза може бути різною: наприклад, у 8-дюймового компаса він має вигляд восьмигранної зрізаної піраміди, у 5-дюймового — прямої призми квадратного перетину, у компаса В. Томсона він має вигляд циліндра. Високі нактоузи застосовуються для установки головних суднових компасів, низькі — для установки подорожнього компаса. Корпус виготовляють з немагнітного металу (силуміну, латуні) або дерева (дуба, тика, червоного дерева), на палубі його зазвичай встановлюють на подушці — основі з твердого дерева, а для стійкості під час хитавиці з боків його можуть відтягати бакштагами. У деяких нактоузах XVIII століття використовувалися залізні цвяхи, які, як виявилося, викликали магнітну девіацію, що веде до появи похибки в показаннях компаса.
Вгорі нактоуза встановлюється котелок компаса, усередині розміщається девіаційний прилад, що служить для знищення півкругової і кренової девіації (прилад Ері). Як правило, він складається з вертикальної мідної труби, встановленої всередині нактоуза, уздовж якої пересуваються гнізда з магнітами-знищувачами. Одне гніздо служить для вкладання магнітів поздовжніх, інше — для поперечних. Цими магнітами знищується півкругова девіація. Усередині труби підвішується на мідному ланцюжку вертикальний магніт, поміщений в мідному футлярі, він служить для знищення кренової девіації.
Для знищення ж чвертної девіації (і частково півкругової) нактоуз споряджують м'яким залізом різної форми і в належній кількості. М'яке залізо поміщається, головним чином, зовні і частково всередині нактоуза. Поруч компаса в контейнері вертикально встановлюється фліндерсбар — циліндричний брусок з м'якого заліза, обабіч ковпака — дві сфери з того ж матеріалу (так звані «кулі Кельвіна»: за ім'ям лорда Кельвіна, що запропонував їх у 1880-х рр.).
Котелок компаса являє собою резервуар, де поміщається картушка компаса. Він наповнений компасною рідиною (розчин етилового спирту), в яку занурюється поплавець картушки, і за допомогою двох бокових цапф установлюється на внутрішньому кільці карданового підвісу, таким чином, щоб курсова риса на його внутрішній поверхні була паралельною діаметральній площині судна.
Зверху нактоуз закривається захисним ковпаком (прозорим або суцільним, спорядженим двома круглими віконцями, через які можна проводити відлік курсу й пеленгування). Віконця накриваються відкидними віками. Для доступу до девіаційного механізму в середній частині нактоуза передбачене велике вертикальне вікно, що закривається кришкою. Окрім того, в нактоузі є ще пристосування для освітлення компаса вночі електричним світлом (історично для цієї мети застосовувалися олійні лампи) і для дзвінкової сигналізації між різними компасами.
Замість нактоуза для встановлення суднового компаса може використовуватися настільна плита, яка також споряджена кардановим підвісом і девіаційним приладом, зверху накривається захисним ковпаком.